# Антігоніш (округ)
Округ Антігоніш (англ. Antigonish County) — історичний округ і одиниця перепису населення Нової Шотландії, Канада. Місцеве управління здійснюється муніципалітетом графства Антігоніш, містом Антігоніш і двома заповідниками: Помке і Афтон 23 і Саммерсайд 38 .

## Історія
Графство Сідней було створено в 1784 році.
Коли у 1818 році було засновано селище Сент-Мері, воно частково входило до округу Сідней, а частково до округу Галіфакс . У 1822 році та частина містечка Сент-Мері, яка була в окрузі Галіфакс, була приєднана до графства Сідней.
У 1836 році округ Сідней зменшився, коли округ Ґайсборо було створено з того, що входило до нього. У 1863 році назву графства Сідней було змінено на графство Антігоніш. Слово Antigonish має мікмакське походження, можливо, походить від Nalegitkoonecht, що означає «де обривають гілки». Кажуть, що тут були ведмеді, які ламали гілки, щоб добути букові горіхи.
У 1879 році провінція офіційно включила графство Антігоніш як муніципалітет. 
У 2001 році місто Антігоніш подало заявку на приєднання 1600 гектарів навколишнього округу, щоб воно могло розширюватися. Муніципалітет відповів, що приєднання зашкодить його податковій базі, тому замість цього він подав заяву на повне злиття або об’єднання. Питання було надіслано до Комітету з питань комунального господарства Нової Шотландії, і в 2005 році було вирішено, що об’єднання міста та муніципалітету буде кращим для обох сторін. Рада також розпорядилася провести плебісцит, пообіцявши врахувати результати під час прийняття остаточного рішення. Результати були неоднозначними: 84% жителів муніципалітету проголосували за об’єднання, а 74% жителів міста проголосували проти. Явка виборців склала 45%. Правління зрештою відхилило пропозицію про об’єднання, пославшись на відсутність підтримки громадськості.

## Демографія
Як розділ перепису населення 2021 року, проведеного Статистичним управлінням Канади, населення округу 20 129 становило 20 129 осіб, які проживали в 8711 із 10 145 приватних помешкань, зміна на 4,3% від населення 2016 року, яке становило 19 301. З земельною ділянкою 1 456,42 км2 (562,33 миля2)  , щільність населення становила 13,8/км   у 2021 році. 
Муніципалітет округу Антігоніш, включаючи його підрозділи A і B, становив більшість переписного підрозділу округу 15101, мав населення 15 101 осіб, які проживали в 6371 із 7 7327 приватних помешкань, зміна на3,5% від 14584 осіб у 2016 році. З земельною ділянкою 1 448,72 км2 (559,35 миля2)  , щільність населення становила 10,4/км   у 2021 році. 

## Транспорт
Автомагістралі та пронумеровані маршрути, що пролягають через округ, включаючи зовнішні маршрути, які починаються або закінчуються на межі округу: шосе № 104, дороги №4, №7 та №16 

## Заповідні території

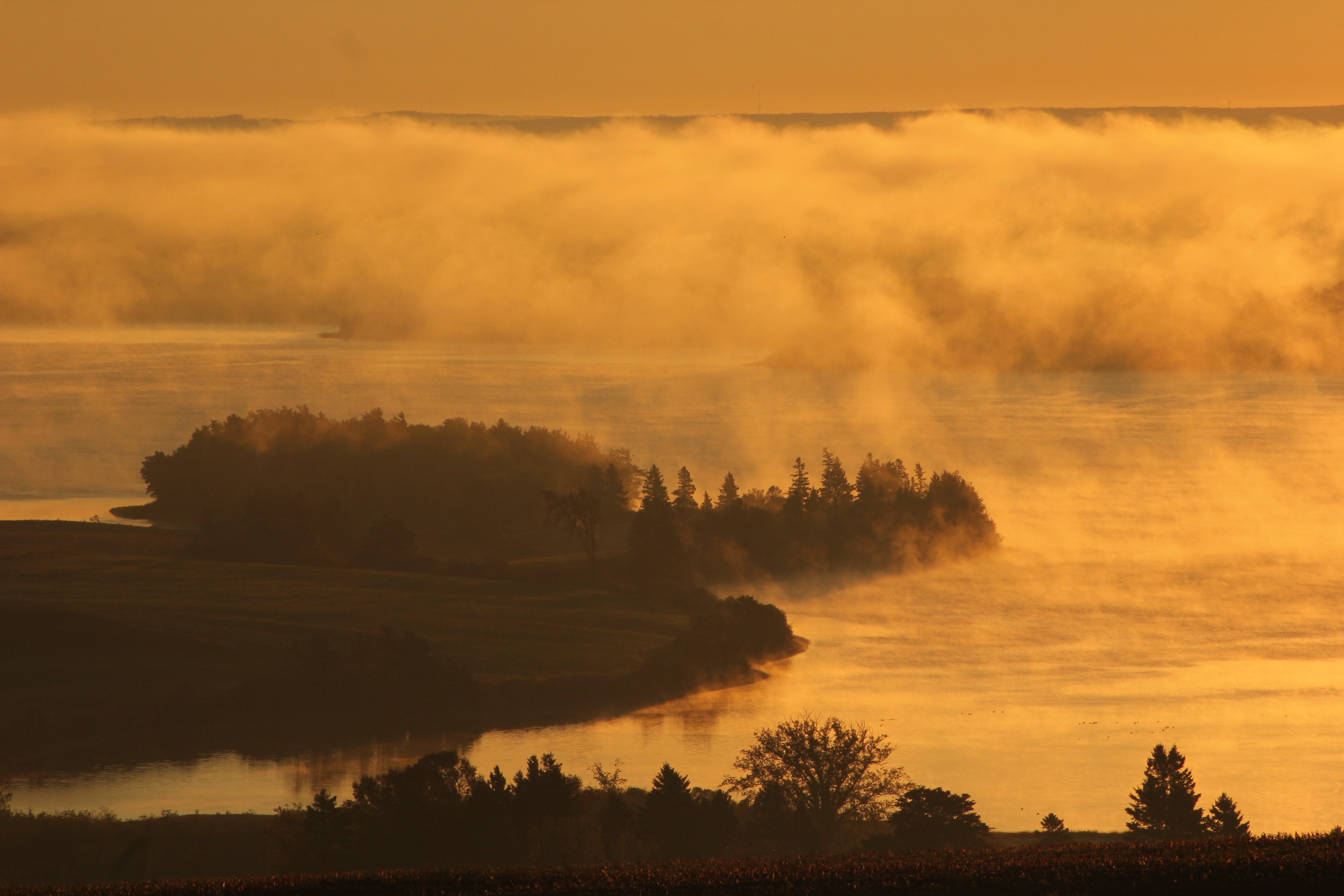
Зона дикої природи «Антігоніш Лендінґ».

- Провінційний парк Арісайґ
- Антігґоніш-Лендінґ
- Провінційний парк Бейфілд
- Провінційний парк Бівер-Маунтін
- Ейґґ-Маунтін-Джеймс-Рівер
- Провінційний парк Помкет-Біч [7]

## Відомі жителі
- Ерік Гілліс, олімпієць 2008, 2012 (легка атлетика, 10 000 м, марафон)
- Макс Гейнс, кримінальний письменник, колумніст Toronto Sun
- Аллан Рідж Макдональд (1794-1868), місцевий піонер і поет канадською гельською мовою.
- Крейг Макдональд, колишній професійний хокеїст
- Ґарфілд Макдональд, олімпійський спортсмен
- Джон Маклін (пом. 1848), місцевий піонер, поет. Дуже важлива постать як у шотландській гельській літературі, так і в канадській гельській літературі.
- Шона Макдональд, актриса, також відома як « Дівчина-реклама » на CBC Radio One
- Райан Макґрат, музикант і художник
- Аль Макайзек, віце-президент Чикаго Блекгокс
- Пол Маклін, помічник тренера Торонто Мейпл Ліфс
- Керол Макніл, тележурналістка, колишня співведуча CBC News: Sunday і CBC News: Sunday Night
- Стівен МакГетті, актор сцени, кіно та телебачення
- Робін Міґер, олімпійська бігунка
- Керролл Морґан, олімпійський боксер-важковаговик
- Архієпископ Джеймс Моррісон, католицький єпископ 1912 р
- Енн Сімпсон, поетеса
- Льюїс Джон Стрінґер, нагороджений Хрестом доблесті (Канада), Стіна доблесті [8]
- The Trews, рок-гурт

## Зовнішні посилання
- Округ Антігоніш